# Madhuca ligulata
Madhuca ligulata là một loài thực vật có hoa trong họ Hồng xiêm. Loài này được (H.J.Lam) H.J.Lam mô tả khoa học đầu tiên năm 1953.